# Reign: Conflict of Nations
Reign: Conflict of Nations (viết tắt RCN) (tạm dịch: Triều đại: Sự xung đột giữa các quốc gia) là trò chơi máy tính thuộc thể loại chiến thuật theo lượt lịch sử với quy mô lớn do hãng Lesta Studio phát triển và 1C phát hành vào ngày 28 tháng 6 năm 2010.

## Cốt truyện
Game lấy bối cảnh Châu Âu thời Trung Cổ, người chơi vào vai quốc vương của một trong 26 quốc gia trong game thể hiện tài cai trị của mình trong nhiều lĩnh vực như phát triển kinh tế, hoạt động chính trị, thiết lập bang giao, quản lý tài nguyên và phát động chiến tranh.

## Cách chơi
Giống như các tựa game cùng thể loại như Knights of Honor và Europa Universalis, trong Reign: Conflict of Nations tất cả những việc người chơi cần làm chỉ là quản lý các nguồn tài nguyên ở cấp độ vĩ mô, điều khiển các nhóm quân đi chinh phạt hay bang giao với các quốc gia láng giềng trên bàn cờ chiến thuật nhằm thực hiện mưu đồ bá chủ của mình. Môi trường trong game diễn ra theo thời gian thực trên sa bàn chiến thuật, để đảm bảo việc phát triển và bành trướng đế chế hùng mạnh yêu cầu người chơi vừa điều binh khiển tướng vừa phải cân bằng khả năng sản xuất kinh tế và nghiên cứu khoa học ở địa phương.
Ngoài ra game còn bổ sung thêm tính năng tự động quản lý, tính năng này cho phép người chơi có thể ủy thác nhiệm vụ cho các quan đại thần do máy điều khiển tự động quản lý việc phát triển kinh tế, điều này giúp người chơi không phải bận tâm nhiều về vấn đề kinh tế mà phần lớn thời gian chỉ để phục vụ cho việc chinh chiến với các nước lân bang nhằm mở rộng lãnh thổ và tăng thêm uy thế về chính trị, ngoại giao của quốc gia mà người chơi chọn lựa.
Các trận chiến trong game chỉ bao gồm một số lựa chọn cơ bản như "Đánh và chạy", "Tử chiến" hay "Giao chiến với mức độ thương vong vừa phải". Tất cả những việc làm còn lại đều do máy đảm trách với giao diện đơn sơ cùng nguyên tắc ngẫu nhiên của các bộ cờ board game truyền thống. Với nguyên tắc này, các quân đoàn yếu hơn sẽ có thể che đòn cho các đạo quân mạnh khiến cho các trận đánh mang xu hướng của chiến thuật biển người, lấy số đông đánh số ít nhiều hơn là phối hợp chiến thuật khiến cho giá trị của dòng game chiến thuật theo lượt bị thoái hóa đi khá nhiều cả trong cách quản lý kinh tế, ngoại giao lẫn trong phương diện chiến tranh. 
Nhìn chung cách chơi của game có phần đơn giản cộng với nền tảng đồ họa đẹp mắt, Reign: Conflict of Nations chỉ phù hợp cho những người chơi mới bước vào thể loại đầy phức tạp này.